# Fissistigma manubriatum
Fissistigma manubriatum är en kirimojaväxtart som först beskrevs av Joseph Dalton Hooker och Thomas Thomson, och fick sitt nu gällande namn av Elmer Drew Merrill. Fissistigma manubriatum ingår i släktet Fissistigma och familjen kirimojaväxter. Inga underarter finns listade i Catalogue of Life.